# Аван Џогија
Аван Тјудор Џогија (Ванкувер, 9. фебруар 1992) канадски је глумац, певач, активиста, редитељ и сценариста. Најпознатији је по улогама Бека Оливера у Никелодионовој комедији ситуације Викторијус, Денија Десаја у Еј-Би-Си-јевој породичној драми Игра судбине, Романа Мерсера у Сај-фај-евој паранормалној акционој серији Ghost Wars и Јулисиза Зејна у Старзовој комедији Now Apocalypse.
Прву значајну улогу остварио је глумећи Денија Арауха у биографском телевизијском филму Девојка као ја: прича о Гвен Араујо из 2006. године. Након пресељења у Сједињене Америчке Државе у касним тинејџерским годинама, појавио се у различитим телевизијским серијама као што су Caprica (2009—2010) и мини-серија Тут (2015). Значајне улоге остварио је и у филмовима Spectacular! (2009), Finding Hope Now (2010), Rags (2012), Ten Thousand Saints (2015), Ја сам Мајкл (2015) и Повратак у Зомбиленд (2019). Године 2011. је режирао кратки филм Алекс, а 2016. и веб-серију Last Teenagers of the Apocalypse.
Џогија је 2011. године учествовао у стварању онлајн ЛГБТ организације Straight But Not Narrow, чији је циљ обликовање ставова тинејџера и одраслих о питањима која се тичу ЛГБТ заједнице. Године 2019. објавио је своју прву књигу Mixed Feelings, која обухвата низ кратких прича и песама о вишерасном идентитету.